# داداي
داداي هي مدينة تابعة لمحافظة قسطموني في منطقة البحر الأسود، تركيا. تقع على بعد 30كم غرب قسطموني. يبلغ عدد سكانها 11181 نسمة حسب تعداد عام 2000. تغطي المنطقة مساحة 998 كيلومتر مربع (385 ميل2).